# Scymnus interruptus
Scymnus interruptus — вид божьих коровок из подсемейства Scymninae.

## Описание
Жук длиной 1,8—2,2 мм. Передняя половина эпиплевр надкрылий светлая. Надкрылья чёрные, каждое из них с одним пятном в передней части, которое достигает до бокового и переднего краёв.

## Биология
Взрослых жуков можно увидеть с марта по октябрь.